# Astena maculipennis
Astena maculipennis es un coleóptero de la familia Chrysomelidae.
Fue descrita científicamente por primera vez en 1894 por Martin Jacoby.